# Zuiderheide (Gelderland)
De Zuiderheide is een natuurgebied bij Harskamp in de Nederlandse provincie Gelderland. De heide is ongeveer 1,6 km² groot.